# Osteoïd

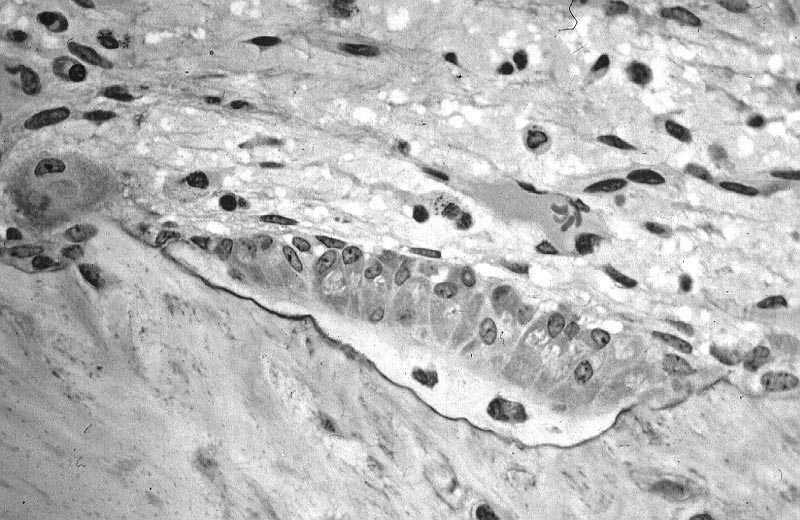
Afbeelding met meerdere osteoblasten. In de TEM-afbeelding kan de door de osteoblasten gesynthetiseerde osteoïd duidelijk worden gezien als een heldere zone (zwarte grenslijn) met twee ingebedde osteocyten, scherp afgebakend in de richting van de gemineraliseerde botmatrix.

Osteoïd of botmatrix is een eiwitmengsel dat uitgescheiden wordt door osteoblasten. Als het mineraliseert, wordt het botweefsel. Het mengsel bevat vooral type 1-collageen, daarnaast ook glycosaminoglycanen en proteoglycanen.
Bij onvoldoende mineralisatie, stapelt het osteoïd zich op (osteomalacie).